# 徳島県立鳴門テクノスクール
徳島県立 鳴門テクノスクール（とくしまけんりつ なるとテクノスクール）は、徳島県鳴門市撫養町木津にあった職業能力開発校。 

## 沿革
- 2013年（平成25年）03月31日 - 職業訓練の運営を終了。塗装科は、徳島県立南部テクノスクール塗装技術科に、メカニカル技術科は徳島県立中央テクノスクール機械技術科に、それぞれ内容をリニューアルして引き継がれた。

## 訓練科
- 普通課程
  - メカニカル技術科
- 短期課程
  - 塗装科

## かつての所在地等
- 〒772-0004 徳島県鳴門市撫養町木津635-1
- 最寄り駅はJR教会前駅